# Atomaria apicalis
Atomaria apicalis är en skalbaggsart som beskrevs av Wilhelm Ferdinand Erichson 1846. Atomaria apicalis ingår i släktet Atomaria, och familjen fuktbaggar. Arten är reproducerande i Sverige.